# Phú Thuận, Phú Tân (Cà Mau)
Phú Thuận là một xã thuộc huyện Phú Tân, tỉnh Cà Mau, Việt Nam.

## Địa lý
Xã Phú Thuận nằm ở phía bắc huyện Phú Tân, có vị trí địa lý:
- Phía đông giáp huyện Cái Nước
- Phía tây giáp xã Phú Mỹ
- Phía nam giáp xã Tân Hải
- Phía bắc giáp huyện Trần Văn Thời.

Xã Phú Thuận có diện tích 43,22 km², dân số năm 2022 là 13.396 người, mật độ dân số đạt 309 người/km².

## Hành chính
Xã Phú Thuận được chia thành 6 ấp: Chà Là, Đất Sét, Giáp Nước, Rạch Láng, Trống Vàm, Vàm Đình.

## Lịch sử
Ngày 25 tháng 7 năm 1979, Hội đồng Chính phủ ban hành Quyết định số 275-CP về việc thành lập xã Phú Thuận thuộc huyện Phú Tân trên cơ sở một phần của xã Phú Mỹ A.
Ngày 17 tháng 05 năm 1984, Hội đồng Bộ trưởng ban hành Quyết định 75-HĐBT về việc sáp nhập huyện Phú Tân vào huyện Cái Nước. Xã Phú Thuận thuộc huyện Cái Nước.
Ngày 14 tháng 2 năm 1987 của Hội đồng Bộ trưởng ban hành Quyết định số 33B-HĐBT về việc sáp nhập xã Phú Thuận vào xã Phú Mỹ.
Ngày 23 tháng 11 năm 2004, Chính phủ ban hành Nghị định số 192/2004/NĐ-CP về việc thành lập xã Phú Thuận thuộc huyện Phú Tân trên cơ sở 3.925 ha diện tích tự nhiên và 11.359 nhân khẩu của xã Phú Mỹ.